# Ahmadnagar
Ahmednagar (marathi: अहमदनगर, urdu: احمد نگر) er en by i den indiske delstat Maharashtra.
Byen er det administrative centrum for distriktet af samme navn og havde ved folketællingen i 2001 307.615 indbyggere. Byområdet, inklusiv Ahmednagars garnisonsby, havde 347.549 indbyggere på samme tidspunkt. Af befolkningen er 53 % mænd og 47 % kvinder.
Byen blev grundlagt i 1494 af Ahmad Nizam Shah på et sted, som hed Bhingar, og var i en periode hovedstad for fyrstedømmet Ahmednagar . Befolkningen består hovedsagelig af marather og kunbier.
Maratherne erobrede byen fra muslimerne i 1790, og den blev så erobret (første gang) af briterne i 1803. I den britiske periode blomstrede byen op i kraft af handel med bomuld og silke, som erstattede de tidligere erhverv matvævning og papirproduktion. I dag er det sukker, som giver den største indtægt med 19 sukkerfabrikker. Af religioner er det hinduismen, som hersker med ca. 82 %, men det er også andre religioner som kristendom, islam, buddhisme, sikhisme og jainisme.